# Lida, Nykvarns kommun
Lida är en bebyggelse i Nykvarns kommun, Stockholms län. SCB avgränsade här 2020 bebyggelsen som en småort.